# Pediciidae
Pediciidae (лат.) — семейство двукрылых насекомых из подотряда длинноусых (Nematocera). Внешне напоминают представителей родственного семейства — комаров-долгоножек (Tipulidae). 

## Описание
Комары со сравнительно широкими пятнистыми или прозрачными крыльями. Мембрана крыльев голая (Pedicinae) или покрыта волосками (Ulinae). Редко крылья могут быть редуцированы. Глаза, за исключением представителей рода Nipponomyia, покрыты волосками, которые прикрепляются по границам фасеток. Усики состоят из 11-17 члеников (обычно их 13 или 15).

## Разнообразие и распространение
В семействе описано 487 видов. Подавляющая часть представителей обитает в Палеарктике, Неарктике и Индомалайской биогеографической зоне:
| \| Регион \| Число видов \| \| Палеарктика \| 202 \| \| Неарктика \| 144 \| \| Неотропика \| 13 \| \| Афротропика \| 0 \| \| Индомалайская зона \| 132 \| \| Австралия \| 5 \| |             |
| Регион | Число видов |
| Палеарктика | 202         |
| Неарктика | 144         |
| Неотропика | 13          |
| Афротропика | 0           |
| Индомалайская зона | 132         |
| Австралия | 5           |

## Палеонтология
В ископаемом состоянии известны, начиная со средней юры. Также найдены в нижнемеловых отложениях Забайкалья и в эоценовом балтийском янтаре.

## Таксономия
В семействе выделяют 10 родов, подразделяемых на два подсемейства:
- подсемейство Pediciinae
  - Dicranota Zetterstedt, 1838
  - Heterangaeus Alexander, 1925
  - Malaisemyia Alexander, 1950
  - Nasiternella Wahlgren, 1904
  - Nipponomyia Alexander, 1924
  - Ornithodes Coquillett, 1900
  - Pedicia Latreille, 1809
  - Savchenkoiana Kocak, 1981
  - Tricyphona Zetterstedt, 1837
- подсемейство Ulinae
  - Ula Haliday, 1833

## Палеонтология
В ископаемом состоянии известны 7 родов, некоторые из которых первоначально описаны как представители монотипических семейств. Наиболее древние находки относятся к отложениям среднего триаса.